# Solenodontidae
Solenodontidae é uma família de mamíferos insetívoros nativos das ilhas de Cuba e Hispaniola. Contém um único gênero Solenodon. São conhecidos vernacularmente de solenodonte ou almiqui. Existem duas espécies bastante semelhantes: o solenodonte-de-cuba (Solenodon cubanus) e o solenodonte-do-haiti (Solenodon paradoxus), que habita a ilha de Hispaniola. Outras duas espécies estão extintas.
Este animal é um verdadeiro fóssil vivo, de cujos antepassados foram encontrado ossos que datam de há 30 milhões de anos.
Seu corpo tem um comprimento de 28 a 32 cm e a sua cauda mede de 17 a 27 cm. De hábitos noturnos, anda em zigzag; sua saliva é venenosa: o segundo incisivo de cada lado de sua mandíbula inferior tem uma ranhura ligada diretamente a uma glândula de veneno, de onde provém seu nome latino Solenodon, "dente sulcado". O seu veneno é muito ativo: quando dois destes animais se encontram e brigam, ocorre que um dos dois morre envenenado por causa das mordidas do rival.

## Espécies

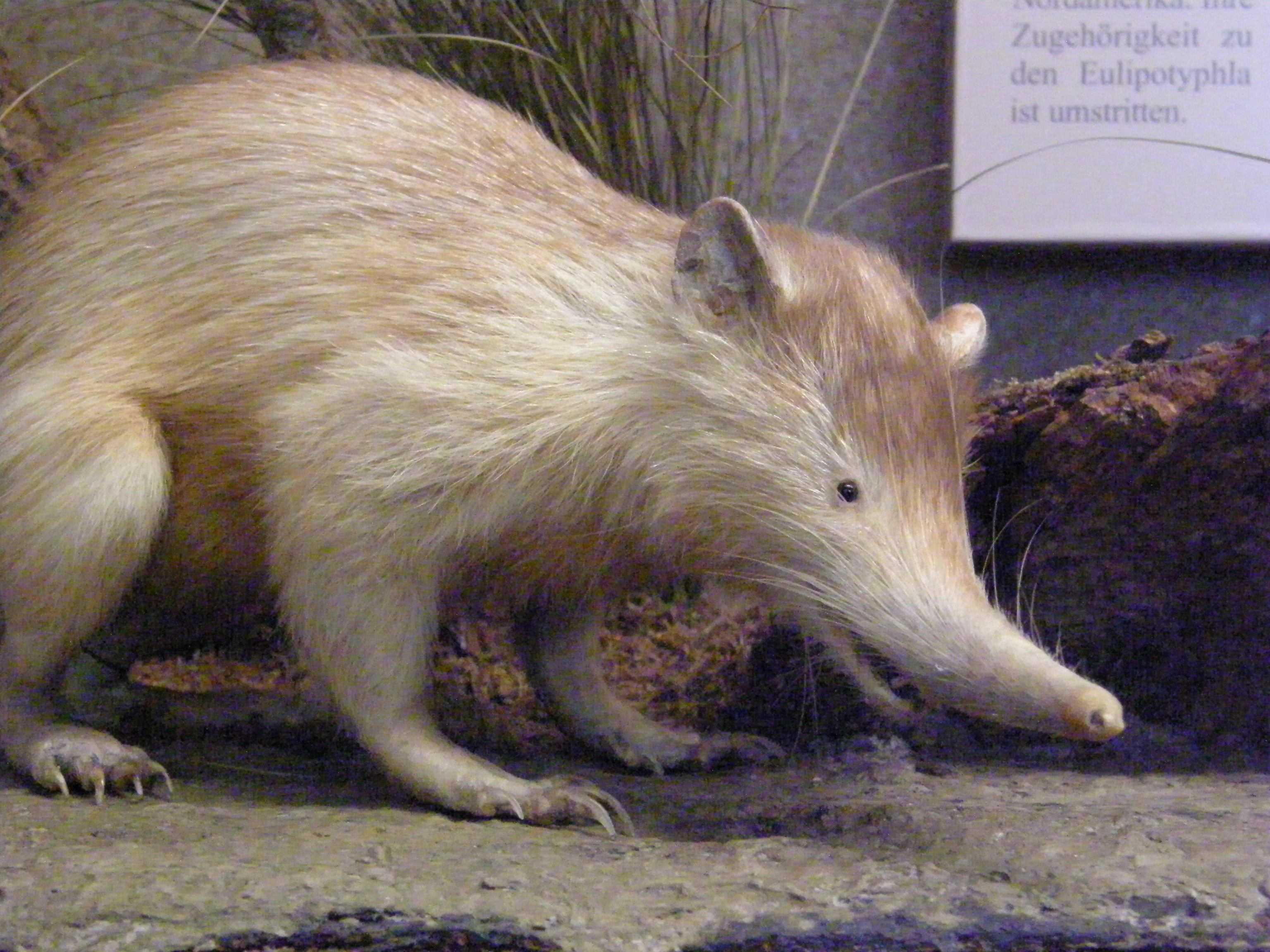
solenodonte cubano empalhado.

- †Solenodon arredondoi Ottenwalder e Morgan, 1993
- †Solenodon marcanoi (Patterson, 1962)
- Solenodon cubanus Peters, 1861
- Solenodon paradoxus Brandt, 1833